# Stella (Carolina del Norte)
Stella es una pequeña isla en un área no incorporada ubicada del condado de Carteret en el estado estadounidense de Carolina del Norte.